# Perth (Nowy Jork)
Perth – miasto w Stanach Zjednoczonych, w stanie Nowy Jork, w hrabstwie Fulton.